# Sacha Zaliouk
Sacha Zaliouk , nacido Alexander Davidovich Zaliouk (1887–1971) fue un escultor e ilustrador ucraniano, residente en París.

## Datos biográficos
Sacha Zaliouk trabajó para algunas revistas francesas como Fantasio, Sourire y La Vie Parisienne.